# نهال كمال
نهال كمال مذيعة مصرية الاسم بالكامل نهال كمال محمد السيد تخرجت في كلية التجارة بجامعة الإسكندرية عام1979 ، وهي زوجة الشاعر العامي عبد الرحمن الأبنودي

## مناصبها
- رئيسًا لقطاع التليفزيون[1]
- نائب رئيس التليفزيون [2]

## أعمالها
- مسلسليكو :2013
- تاكسى السهرة[3]
- اخترنا لك
- لسه فاكر
- ألحان لكل زمان
- طعم البيوت
- صبايا 5